# Badarayana
Badarayana a fost un filozof indian ce a trăit prin prima jumătate a secolului al IV-lea î.Hr.
I se atribuie Brahma Sutra, una dintre cele trei scrieri canonice ale școlii filozofice Vedanta, lucrare  care sistematizează conținutul Upanișadelor.
Adept al idealismului obiectiv, a criticat doctrinele atomiste și ateiste.